# Misamis Occidental
Misamis Occidental là một tỉnh của Philippines thuộc vùng Bắc Mindanao. Tỉnh lị là thành phố Oroquieta. Tỉnh giáp với Zamboanga del Norte và Zamboanga del Sur ở phía tây và tách biệt khỏi Lanao del Norte qua vịnh Panguil về phía nam và tách khỏi Misamis Oriental qua vịnh Iligan về phía đông. Tỉnh Misamis nguyên là nơi sinh sống của người Subanon, những người này dễ dàng là mục tiêu của bọn hải tặc từ Lanao. Misamis đã sớm có người Tây Ban Nha tới định cư ở vịnh Panguil.
Cái tên "Misamis" được cho là bắt nguồn từ tiếng Subano "Kuyamis", tên một loại dừa là thức ăn chủ yếu của những người định cư sớm nhất ở đây. Trải qua năm tháng cái tên tiếp tục bị biến đổi, nhất là khi người định cư Tây Ban Nha tới. Cuối cùng thành cái tên khá sai lệch đi như ngày nay.

## Nhân khẩu
Cư dân trong tỉnh chủ yếu tập trung ở ven biển và phần lớn là người nhập cư từ Cebu và Bohol, ngôn ngữ chính là tiếng Cebuano và tiếng Boholano. Người Subanon bản địa sống ở những vùng sâu trong nội địa.

## Kinh tế
Nền kinh tế tỉnh chủ yếu phụ thuộc vào thủy sản, sau đó là dừa và tiếp đến là lúa gạo Tỉnh có 169 km đường bờ biển với tài nguyên thủy sản dồi dào ở vịnh Panguil và vịnh Iligan. Đây cũng là nơi nuôi cá nước lợ lớn nhất khu vực. Thành phố Tangub là một cảng cá trên vịnh Panguil nổi tiếng với các loại hải sản. Dừa là cây trồng chủ đạo, dùng để làm dầu dừa, cùi dừa sấy khô và xơ dừa, hầu hết được trở đến Cebu

## Hành chính
Tỉnh có 3 thành phố:
- Oroquita
- Ozamiz
- Tangub

14 đô thị tự trị:
| - Aloran - Baliangao - Bonifacio - Calamba - Clarin - Concepcion - Don Victoriano Chiongbian | - Jimenez - Lopez Jaena - Panaon - Plaridel - Sapang Dalaga - Sinacaban - Tudela |